# Serie A1 2011-2012 (hockey su prato maschile)

## Classifica
|  | Pos. | Squadra        | Pt | G  | V  | N | P  | GF | GS | DR  |
|  | ---- | -------------- | -- | -- | -- | - | -- | -- | -- | --- |
|  | 1.   | Bra            | 54 | 18 | 18 | 0 | 0  | 72 | 29 | +43 |
|  | 2.   | Suelli         | 34 | 18 | 10 | 4 | 4  | 55 | 39 | +16 |
|  | 3.   | Roma           | 32 | 18 | 9  | 5 | 4  | 40 | 30 | +10 |
|  | 4.   | Amsicora       | 32 | 18 | 10 | 2 | 6  | 47 | 42 | +5  |
|  | 5.   | Cernusco       | 27 | 18 | 8  | 3 | 7  | 47 | 44 | +3  |
|  | 6.   | Tevere Eur     | 27 | 18 | 8  | 3 | 7  | 41 | 41 | 0   |
|  | 7.   | Bonomi         | 17 | 18 | 4  | 5 | 9  | 39 | 43 | -4  |
|  | 8.   | Valverde       | 17 | 18 | 5  | 3 | 11 | 44 | 51 | -7  |
|  | 9.   | Butterfly Roma | 14 | 18 | 4  | 2 | 12 | 39 | 54 | -15 |
|  | 10.  | HT Bologna     | 2  | 18 | 0  | 2 | 16 | 20 | 71 | -51 |

Legenda:

      Qualificate ai play-off scudetto
      Retrocesse in Serie A2 2012-2013

## Play off scudetto

### Semifinali
| Squadra 1 | Squadra 2 | Risultato                |
| --------- | --------- | ------------------------ |
| Bra       | Amsicora  | Cernusco, 19 maggio 2012 |
| Bra       | Amsicora  | 3 - 0                    |
| Suelli    | Roma      | Cernusco, 19 maggio 2012 |
| Suelli    | Roma      | 2 - 1                    |

### Finale 3º/4º posto
| Squadra 1 | Squadra 2 | Risultato                |
| --------- | --------- | ------------------------ |
| Amsicora  | Roma      | Cernusco, 20 maggio 2012 |
| Amsicora  | Roma      | 2 - 1                    |

### Finale 1º/2º posto
| Squadra 1 | Squadra 2 | Risultato                |
| --------- | --------- | ------------------------ |
| Bra       | Suelli    | Cernusco, 20 maggio 2012 |
| Bra       | Suelli    | 3 - 2                    |

## Verdetti
- HC Bra: campione d'Italia.